# Bamberkafontein

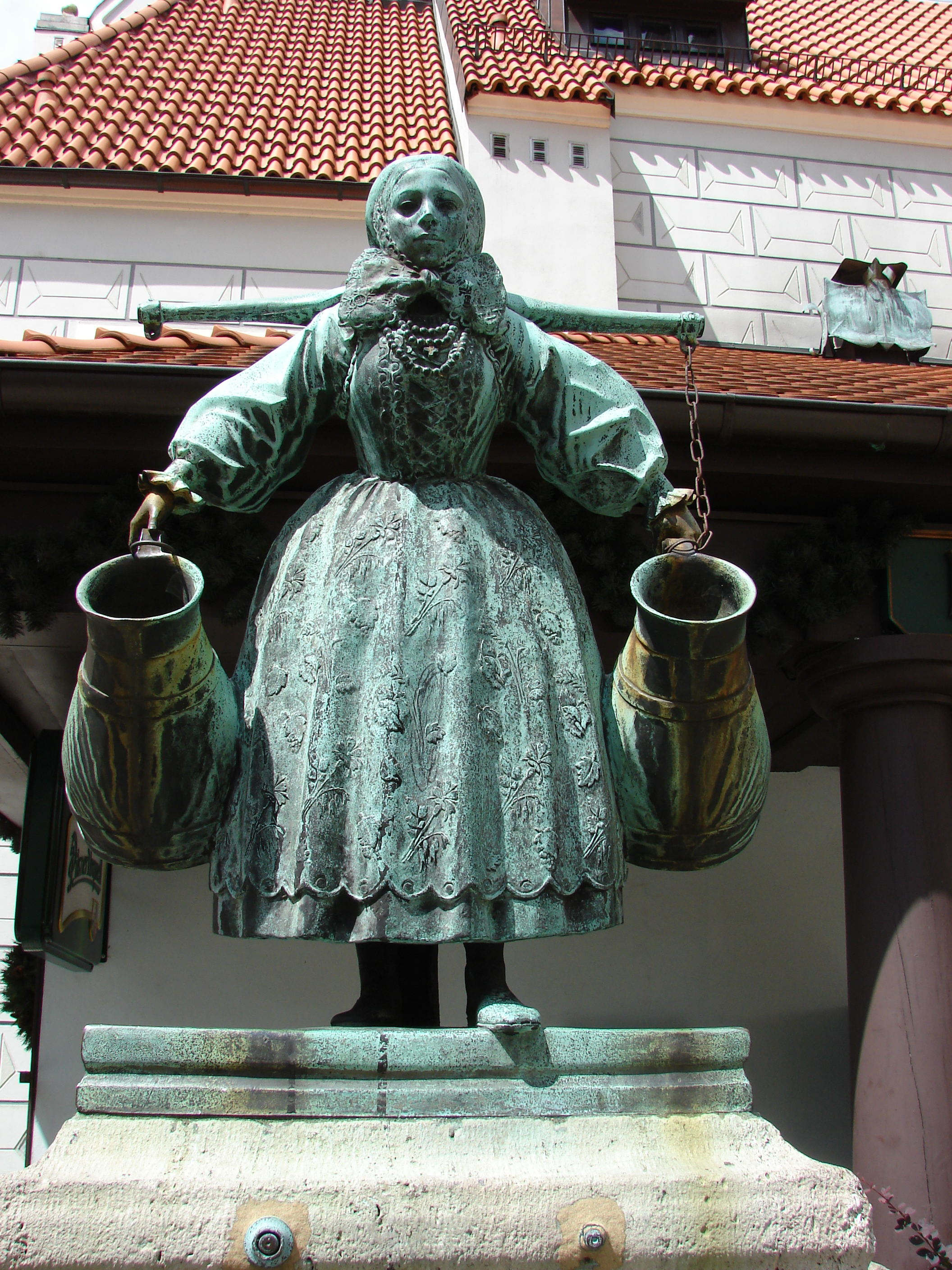
De Bamberkafontein in Poznań / Posen

De Bamberkafontein (Pools: Fontanna Bamberka, ook wel  Studzienka Bamberki) in de Poolse stad Poznań (Posen) is een fontein en waterpomp die verwijst naar de Posener Bambergers (Pools: Bambrzy), afstammelingen van een 18e-eeuwse groep migranten uit de omgeving van het tegenwoordige Beierse en Frankische Bamberg, toen de hoofdstad van het Prinsbisdom Bamberg. De fontein werd ontworpen door de kunstenaar Joseph Wackerle en bekostigd door mecenas en wijnmaker Leopold Goldenring. Het beeld van het Bambergse meisje is gekleed in de dracht van het stadje Czarnków / Czarnikau en draagt een juk met twee wijnkaraffen. Het model zelf, Jadwiga Gadziemska  uit Piątków, had niets met de groep te maken, maar was gewoon een van medewerksters van de wijnmaker. De fontein is een personificatie van het gedicht Bambereczka van de Poolse schrijfster, filosofe en dichteres Kazimiera Iłłakowiczówna.
De fontein staat aan de westzijde van het Oude Raadhuis op de Oude Markt, op dit plein bevinden er naast deze fontein nog vier: Proserpinafontein, Neptunusfontein, Apollofontein en de Marsfontein, deze fonteinen stammen uit de tijd van de Barok in de 17e eeuw.

## Geschiedenis
De fontein stond vanaf 1915 tot en met 1929 aan de oostrand van de Oude Markt, nabij de Ulica Woźna en in de nabijheid van de Prospinefontein. De Bamberkafontein werd, op verzoek van de toenmalige burgemeester van Poznań, verplaatst naar de westkant van het stadhuis. Na de Tweede Wereldoorlog werd de fontein verplaatst naar een depot en in 1964 opgesteld voor de vrijmetselaarsloge aan de Ul.Mostowa. Sinds 1977 staat de fontein weer op de plaats waar zij in het interbellum stond. In 1998 ontmoette toenmalig Duits bondskanselier Helmut Kohl bij deze fontein Bambrzy uit Poznań / Posen.

## Afbeeldingen

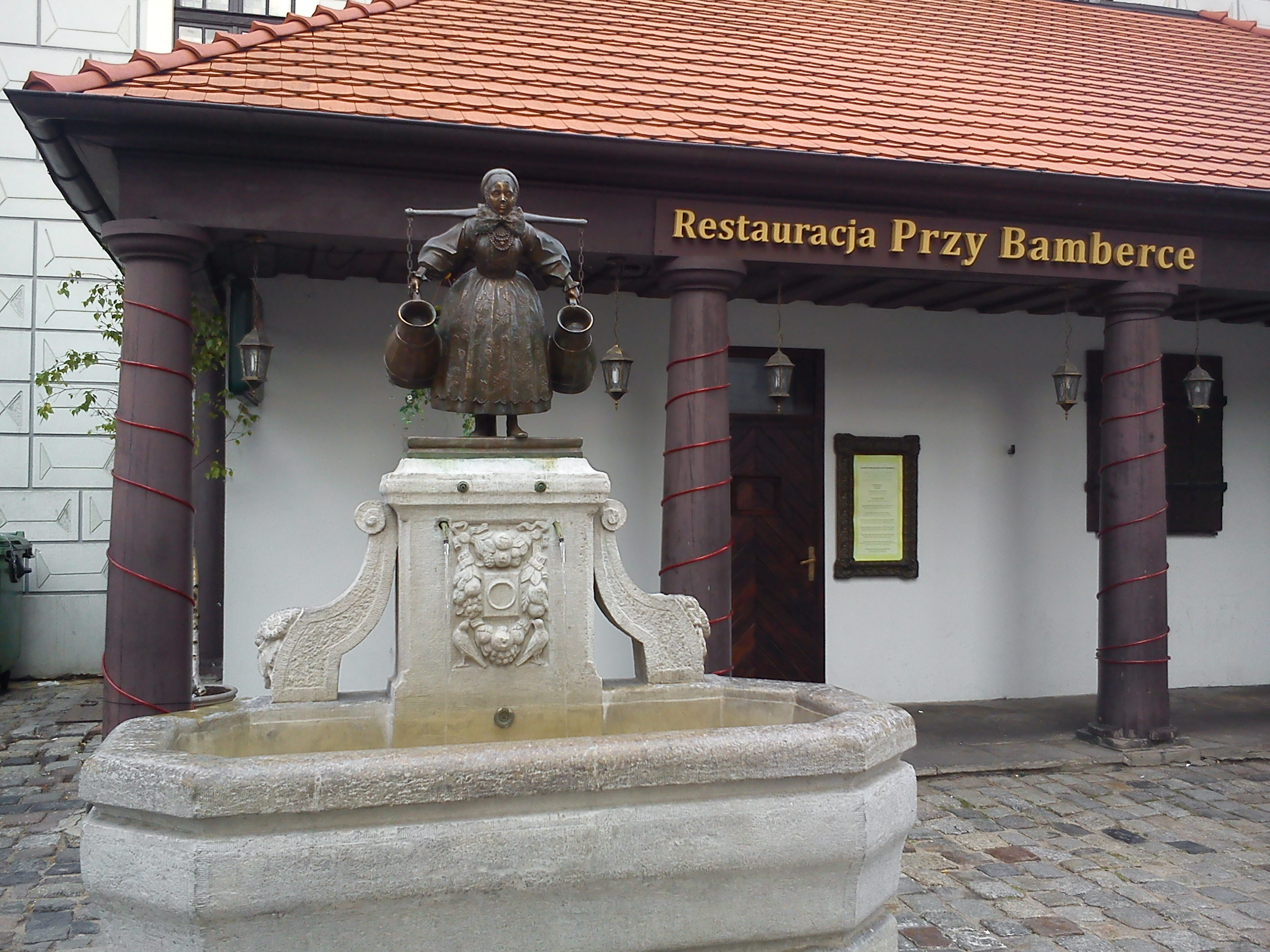
De fontein met op de achtergrond, een restaurant dat gespecialiseerd is in de Bambergse keuken
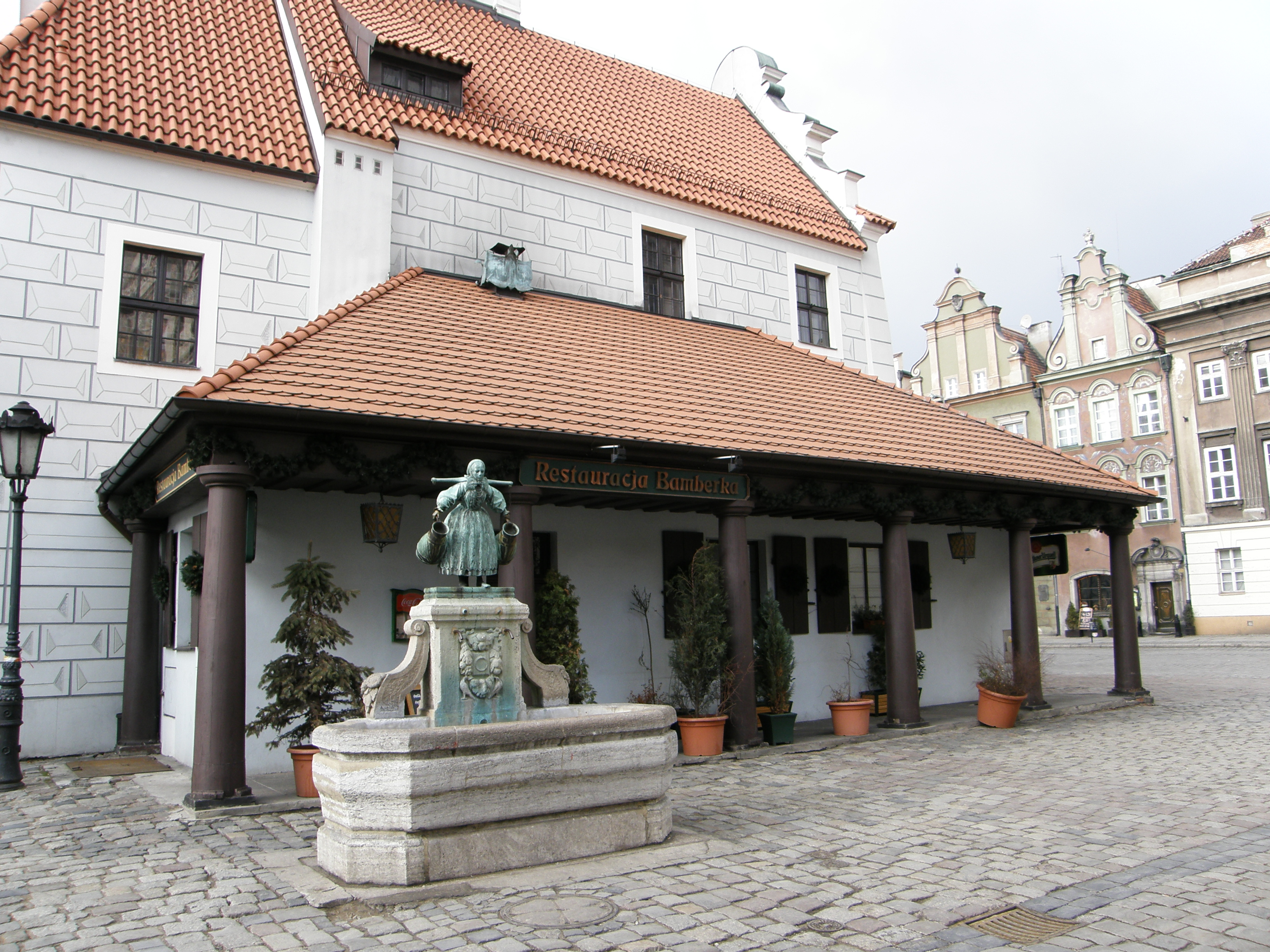
De fontein midden op de Oude Markt
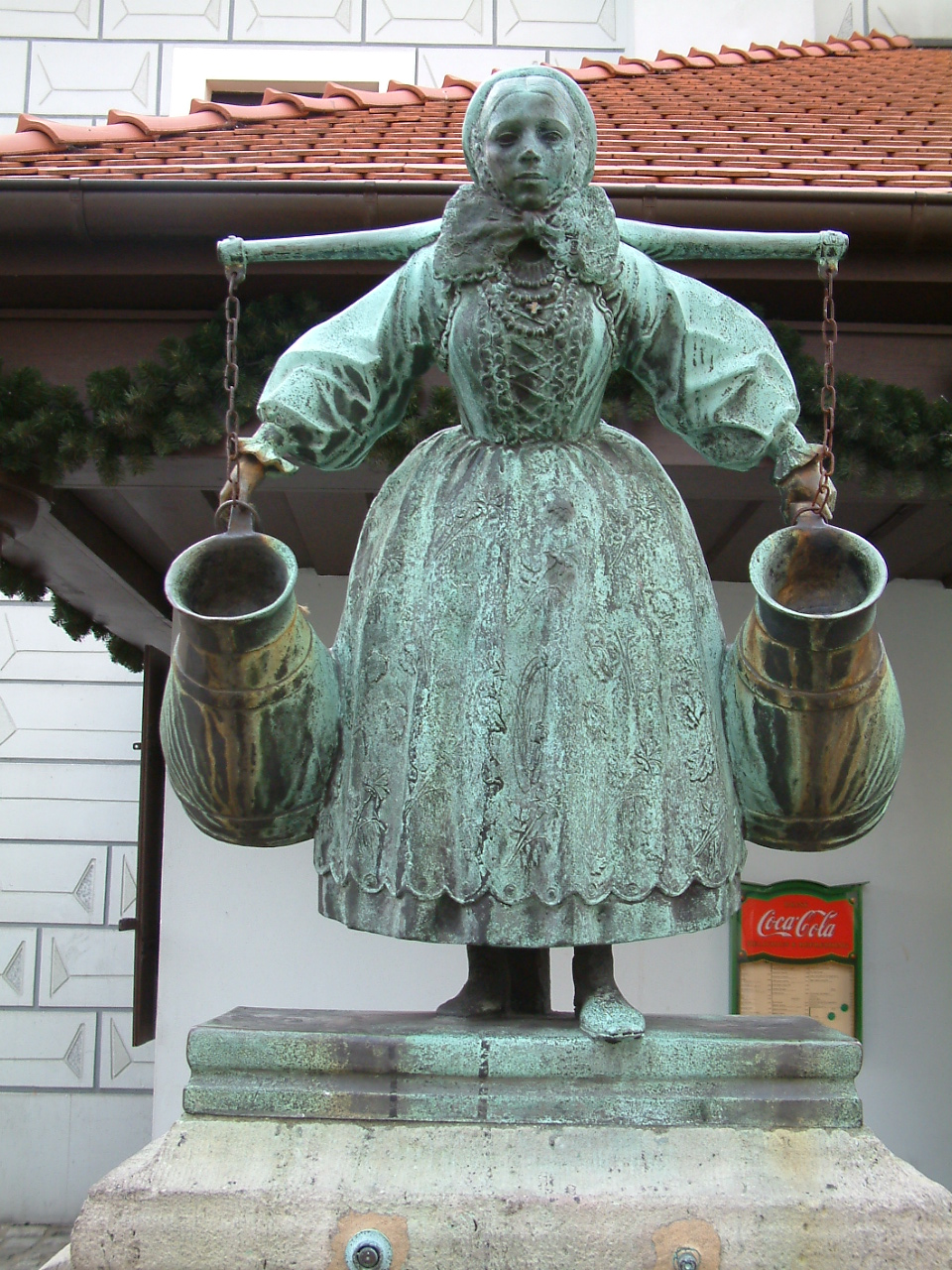
Close-up van het Beeld van het Bambergse meisje
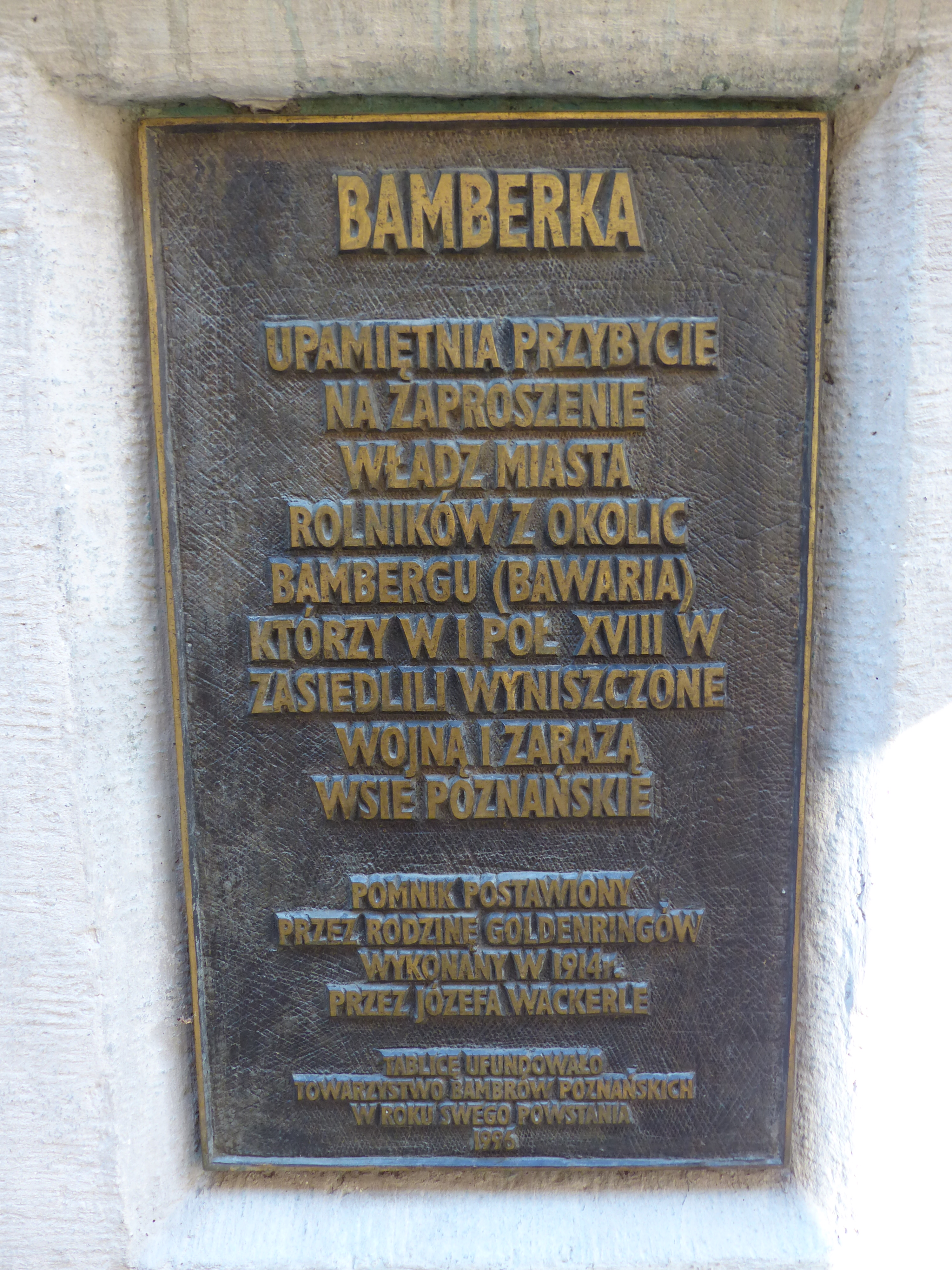
Plaquette over de Posener Bamberger / Bambrzy